# Famille Bellini
Pour les articles homonymes, voir Bellini.
La famille Bellini est une famille noble d'artistes italiens, de peintres venant principalement de Venise et Vérone durant la Renaissance.

## Personnalités
- Iacopo Bellini (1400-1470).
- Giovanni Bellini (vers 1430-1516), le plus connu de ses fils ;
- Gentile Bellini (vers 1428-1493), frère de Giovanni.
- Nicolosia Bellini, leur sœur, qui épousa Andrea Mantegna
- Leonardo Bellini, neveu de Iacopo, enlumineur, actif entre 1443 et 1490.

## Armes

armes des Bellini.

## Pour approfondir